# Subtitle (曲)
「Subtitle」（サブタイトル）は、2022年10月12日にポニーキャニオン内のIRORI Recordsより配信された、日本のバンド・Official髭男dismの楽曲。本作はフジテレビ系 木曜劇場『silent』の主題歌として書き下ろされた。

## 背景と制作
本作は『silent』の制作陣からの熱烈なオファーを受けて制作された楽曲。『silent』のプロデューサーである村瀬健は、企画段階で主題歌を担当するアーティストとして頭で真っ先にOfficial髭男dismが浮かんでいた。当時、ヒゲダンは2年ほどドラマ主題歌を担当していなかったため、本気でアプローチをしないと難しいと感じた村瀬は、主題歌のオファーをかけたタイミングで、メンバー4人に直接プレゼンをする機会をIRORI Recordsのスタッフに設けてもらった。そのプレゼンで村瀬は、企画書と、まだ未確定のキャストによる人物相関図を手に、「どうしてヒゲダンなのか」、「どうしてヒゲダンが主題歌担当じゃなければいけないのか」について数時間に渡って熱弁した。その話をヒゲダンのメンバーである藤原聡、小笹大輔、楢﨑誠、松浦匡希の4人は村瀬が恐縮するほど真剣に話を聞いていた。そのプレゼンの末に、藤原から「もしもやるとしたらどんな曲がいいか」というような話が出てきた。それに対しての村瀬の返答を受け、藤原が話した曲の方向性を言葉で聞いた村瀬は、その時点で「これ、名曲できちゃう」と感じ、プレゼンが終わった。このプレゼンの数日後、ヒゲダンは主題歌のオファーを快諾した。
その後、ヒゲダンは冬のドラマのイメージを広げるため、北海道で合宿を行った。合宿後、村瀬の元へデモ音源が届いた。当時、撮影は始まっていなかったが、ドラマのイメージ・世界観がヘッドホンから感じられ、号泣したという。
その後、2022年10月1日に行われた『silent』の制作発表会で、ヒゲダンが主題歌を担当することが発表された。ヒゲダンがフジテレビのドラマ主題歌を担当するのは2018年4月に放送された月9ドラマ『コンフィデンスマンJP』の主題歌「ノーダウト」以来4年6か月ぶりとなる。

同楽曲について藤原は、
とコメントしている。

## リリース
2022年10月6日、『silent』の初回放送が行われた後、配信限定シングルとして2022年10月12日にリリース予定と発表された。配信リリースと同時に、YouTubeにてオフィシャルオーディオが公開。10月27日にはミュージックビデオも公開された。

## チャート成績
2022年10月19日公開のBillboard JAPAN週間総合チャート「Billboard Japan Hot 100」で初登場3位を記録し、翌週10月26日公開の同チャートで総合首位を獲得した。その後、3週連続で総合チャート首位を維持した。12月7日公開の同チャートで、5度目の総合首位に返り咲き、2023年1月25日公開の同チャートまで8週連続・通算12度目の総合首位を獲得した。また史上最多の総合首位獲得記録を達成した。2023年3月8日公開の同チャートで6週間ぶりに総合首位を獲得し、総合首位獲得記録を伸ばした。
ストリーミングソングチャート「Billboard Japan Streaming Songs」では初登場2位を記録した。翌週10月26日公開の同チャートで18,116,526回再生を記録しストリーミングチャート首位を獲得。11月2日公開の同チャートでは、今年度初の2000万回再生を記録した。2023年4月12日公開の同チャートまで25週連続・通算25度目の首位を獲得した。
なお、同チャート10連覇は2022年の楽曲としては初となり、11連覇は2020年4月29日に同バンドの『I LOVE...』が達成して以来、13連覇は2019年8月21日に同バンドの『Pretender』が達成して以来の記録となる。11月23日公開の同チャートでストリーミングの累計再生回数が1億回を突破した。チャートイン6週目での1億回突破は当時、BTS『Butter』に並び歴代1位タイの早さとなった。また、Billboard JAPANチャートでは自身13作目の1億回再生突破となり、アーティスト別の1億回再生突破作品数は歴代1位となった。12月28日公開チャートで2億回再生、2023年2月22日公開チャートで3億回再生、5月17日公開チャートで4億回再生、9月13日公開チャートで5億回再生、2024年1月17日公開チャートで6億回再生を突破し
、それぞれ歴代最速記録を出している。同チャートにおいて2024年1月1日付チャートまでに記録した再生回数は5.8億回であり、全楽曲の中で11位である。。
2022年10月19日公開のBillboard JAPAN週間ダウンロードソングチャート「Billboard Japan Download Songs」で初登場3位を記録。11月9日公開の同チャートでは20,945ダウンロードを記録し首位を獲得。2023年1月4日公開の同チャートまで5週連続・通算8週の首位を獲得した。
2022年10月24日付のオリコン週間デジタルシングルチャートで初登場3位を記録し、11月14日付の同チャートで首位を獲得。2023年1月16付の同チャートまで10週連続・通算10週の首位を獲得した。10週連続1位を獲得するのは米津玄師「Lemon』と並び歴代2位タイとなった。
2022年10月24日付のオリコン週間ストリーミングチャートで初登場2位を記録し、翌週10月31日付の同チャートで首位を獲得。11月7日・11月14日付の同チャートで、オリコン史上初となる2週連続週間再生数2000万回超えを達成。2023年2月20日付の同チャートまで17週連続・通算17週の首位を獲得した。10週連続1位を獲得するのは、同バンドの楽曲『Pretender』『I LOVE...』を含めて史上4作目となり、オリコン史上初の3作達成となった。週間再生数はオリコン史上初となる13週連続週間再生数1000万回超えを記録した。11月28日付のオリコンチャートでストリーミングの累計再生回数が1億回を突破した。チャートイン6週目での1億回突破はBTS「Butter」に並び歴代1位タイの早さとなった。また、オリコンチャートでは自身11作目の1億回再生突破となり、アーティスト別の1億回再生突破作品数はYOASOBIに並び歴代1位タイとなった。2023年1月2日付のオリコンチャートで自身9作目の2億回再生を突破し、チャートイン11週目での2億回突破は歴代1位の早さとなった。2022年11月14日付のオリコン週間デジタルシングルチャートとオリコン週間ストリーミングチャートで共に1位を記録し、「デジタルランキング」2冠を達成した。同一楽曲で「デジタルシングル」と「ストリーミング」の同時1位を獲得するのは、「I LOVE...」以来通算3作目となった。2023年1月16日付の同チャートまで10週連続・通算10週のデジタルランキング2冠を獲得した。オリコン史上初となる8週連続でデジタルランキング2冠を達成し、首位記録となる10週連続に伸ばした。2022年度の「オリコン年間デジタルシングルランキング」で6位を記録。
2022年11月30日、2022年10月12日の配信開始から50日でプラチナ認定達成となり、最速のストリーミングプラチナ認定作品となった。
2023年11月30日に発表された、2023年に日本で最もApple Musicで再生された楽曲のチャート「2023年トップソング100：日本」において1位を獲得した。全世界を対象に集計したチャート「2023年トップソング100：グローバル」でも第10位を獲得した。同サービスが発表した「2023年最も歌詞が読まれた曲トップ100」でも全世界で第7位にランクインした。

## 賞歴
2022年度の『第37回 日本ゴールドディスク大賞』の「ベスト５ソング・バイ・ストリーミング」、「ベスト3ソング・バイ・ダウンロード」のデジタル部門で2冠を達成した。

## ミュージック・ビデオ
「Subtitle」のミュージック・ビデオは新保拓人が監督し、FIRSTORDERによって製作された。ビデオは2022年10月27日にYouTubeにてプレミア公開された。アイススケーターの少女と、その父親のストーリーが描かれる内容になっている。ビデオの撮影の一部は茨城県の笠松運動公園でされている。
2023年7月に公開から9ヶ月でYouTubeでの総再生回数が1億回を突破した。

## 認定と売上
|                                 | 認定 (RIAJ)  | 認定単位   |
| ------------------------------- | ------------ | ---------- |
| ダウンロード                    | プラチナ     | 25万DL以上 |
| ストリーミング                  | ダイヤモンド | 5億回再生  |
| * 認定のみに基づく売上/再生回数 |              |            |

### ストリーミング
| 累計再生数 | ST開始 |
| ---------- | ------ |
| 6億回以上  | 66週目 |
| 7億回以上  | 91週目 |

## 収録曲
| #  | タイトル     | 作詞・作曲 | 編曲             | 時間 |
| -- | ------------ | ---------- | ---------------- | ---- |
| 1. | 「Subtitle」 | 藤原聡     | Official髭男dism | 5:06 |

## テレビ披露
2022年末に放送された複数の音楽特番でライブ・パフォーマンスされた。2022年12月7日放送のフジテレビ系『FNS歌謡祭』第1夜で披露されたほか、2022年12月19日『CDTVライブ!ライブ! クリスマス4時間SP』では「ミックスナッツ」と共に披露された。2022年12月31日には第73回NHK紅白歌合戦でもライブ・パフォーマンスされている。
| 番組名                               | 日付           | 放送局     | 演奏曲         |
| ------------------------------------ | -------------- | ---------- | -------------- |
| FNS歌謡祭 第1夜                      | 2022年12月7日  | フジテレビ | Subtitle       |
| CDTVライブ!ライブ! クリスマス4時間SP | 2022年12月19日 | TBS        | ミックスナッツ |
| CDTVライブ!ライブ! クリスマス4時間SP | 2022年12月19日 | TBS        | Subtitle       |
| 第73回NHK紅白歌合戦                  | 2022年12月31日 | NHK        | Subtitle       |

## カバー
- MyGO!!!!!［高松燈（羊宮妃那）］ - ゲーム『バンドリ! ガールズバンドパーティ!』に収録（2024年12月24日追加）。